# Estação Dínamo (metro de Ecaterimburgo)
Dínamo (em russo:  Динамо) é uma das estaçôes da linha Uralhskaia (Linha Verde) do Metro de Ecaterimburgo, na Rússia. Estação «Dínamo» está localizada entre as estaçôes «Uralhskaia» e «Ploshchad Tysiatcha Deviatssot Piatogo Goda».

## Ligaçôes externas
- «Metro de Ecaterimburgo, site oficial.» (em russo)